# Puerto Esperanza (Misiones)
Puerto Esperanza és una localitat i municipi argentí situat al nord-oest de la província de Misiones. És capçalera del departament Iguazú, i està situat aproximadament a 60 km de les Cascades de l'Iguaçú. Malgrat el seu nom, la localitat es troba a uns 5 quilòmetres de l'embarcador sobre el riu Paraná. La ciutat s'estén entre el riu Paraná i la ruta Nacional Núm. 12, que és també la seva principal via de comunicació, i l'enllaça al nord amb Wanda i Puerto Iguazú, i al sud amb María Magdalena i Eldorado.
Es localitza a una latitud de 26° 01’ 22.4’ Sud i una longitud 54° 36’ 47.8’’ Oest, sobre una altura de 185 msnm. Té una superfície de 625 km² i la seva població el 2001 era de 15.579 habitants. Les seves principals activitats econòmiques són el repoblament, una planta de cel·lulosa instal·lada a les rodalies i el cultiu de l'herba mate.